# Beta Doradus
Beta Doradus (β Doradus, förkortat Beta Dor, β Dor), som är stjärnans Bayer-beteckning, är en ensam stjärna i den mellersta delen av stjärnbilden Svärdfisken. Den har en genomsnittlig skenbar magnitud på +3,63, är synlig för blotta ögat där ljusföroreningar ej förekommer och är den näst ljusaste stjärnan i stjärnbilden. Baserat på parallaxmätningar med Hubble-teleskopet på 3,1 mas beräknas den befinna sig på ca 1 040 ljusårs (320 parsek) avstånd från solen.

## Egenskaper
Beta Doradus är en gul till vit superjättestjärna av spektralklass F8/G0Ib. Den har en massa som är ca 6,5 gånger solens massa, en radie som är ca 68 gånger större än solens och utsänder ca 3 200 gånger mera energi än solen från dess fotosfär vid en effektiv temperatur på ca 5 400 K.
Beta Doradus är en pulserande variabel  av Delta Cephei-typ (DCEP). Den varierar mellan skenbar magnitud +3,41 och 4,08 med en period av 9,842675 dygn. Ljuskurvan för denna magnitudförändring följer ett vanligt sågtandsmönster. Under varje radiell pulseringscykel varierar stjärnans radie med ± 3,9 gånger solens radie med ett medelvärde av 67,8. Klassens spektraltyp och magnitud är likaså variabel, från F-typ till G-typ och från en superjätte till en ljusstark jätte.
Ultraviolett strålning har observerats från Beta Doradus med Far Ultraviolet Spectroscopic Explorer, medan röntgenstrålning har observerats med rymdteleskopet XMM-Newton. Röntgenstrålningens styrkan är ca 1 × 1029 erg/s och varierar med pulseringsperioden, vilket tyder på en koppling till denna process. Strålningsmaximum ligger i energiområdet 0,6-0,8 keV, vilket förekommer för plasma med temperatur på 7-10 miljoner K.